# BB Satellite
BB Satellite株式会社は、ソフトバンクの子会社で、ソフトバンクモバイル（現・ソフトバンク）らにより設立された衛星通信を用いたサービスの企画・技術研究・事業化を推進している企業である。
2019年1月1日に、ソフトバンク サテライト プランニング株式会社から商号変更した。

## 概要
大手移動通信社ではインマルサット・イリジウム（KDDI）、ワイドスター（ドコモ）、スラーヤ（ソフトバンク）等の通信衛星を利用した衛星電話が運用されているが、端末の携帯性が悪い、料金プランが高い等の要因により国内の普及台数は約10万台にとどまっている。そこで日常的に利用する携帯電話端末と従来型料金プランでも山間部や災害時に衛星回線を介して通話やメールが行える事を目標に活動を行っている。
端末メーカーと協力して端末を小型化すると同時に、情報通信研究機構と上空約3万6千キロの衛星から安定かつ効率的に電波を照射するための研究開発を行っている。両技術を確立したのち、2020年を目処に自社で衛星を打ちあげる見込み。総事業費は1千億円規模の見通しとされているが、このプロジェクトは総務省の補助事業に採択され14年度〜16年度の間、最大で年3億5千万円の補助金を受けられるようになった。また、人工衛星の技術や運用ノウハウを得るためボーイング社の出資を仰いでいる。
なお、すでにソフトバンクモバイル基地局側の無線エントランスにはタイコム社のIPSTARを用いているものがある。

## 沿革
- 2009年3月18日 - AeroMobile ASとローミング協定を締結し、インマルサットを用いた「機内ケータイ」サービスを提供開始[6]
- 2010年12月22日 - 広島県に多言語観光ナビゲーションシステム「ふらっと案内」が採用。同システム運用で「みちびき」の実証実験に参画[7]
- 2011年10月14日 - 博物館網走監獄で「みちびき」を活用した実証実験[8]
- 2012年12月14日 - ソフトバンクがスラーヤ回線を借りて衛星携帯電話事業への参入を表明[9]
- 2013年
  - 2月28日 - ソフトバンク、衛星電話サービスを開始[10]
  - 3月1日 - 3.3GHz帯無線通信や衛星通信回線を使った「気球無線中継システム」を発表[11]
  - 7月26日 - 高精度衛星測位サービス利用促進協議会（QBIC）にソフトバンクモバイルが参加[12]
  - 10月25日 - 衛星測位利用推進センター（QZSS）と「みちびき」を利用した共同実証実験が種子島で行われる[13][14]
- 2014年
  - 3月11日 - ソフトバンク サテライト プランニング株式会社設立
  - 6月27日 - 太平洋フェリー「きそ」で衛星回線を利用した携帯電話のサービス圏外で公衆無線LANサービスを提供[15]
  - 9月19日 - 2020年までに通常の携帯電話を衛星回線に対応させる研究開発に着手[3]
- 2015年
  - 2月10日 - 超高速インターネット衛星「きずな（WINDS）」を活用し、硫黄島に携帯エリアを構築[16]
  - 3月9日 - ボーイング社がソフトバンクサテライトプランニングへの出資を表明。金額非公開（出資比率1割未満）[17]
- 2019年1月1日 - BB Satellite株式会社に商号変更[2]。